# 東洋女子短期大学
東洋女子短期大学（とうようじょしたんきだいがく、英語: Toyo Women's College）は、千葉県流山市鰭ケ崎1660に本部を置いていた日本の私立大学である。1950年に設置され、2007年に廃止された。

## 概要

### 大学全体
- 千葉県流山市に所在した日本の私立短期大学で、設置主体は学校法人東洋学園[1]。
- 国内で最初に認可された短期大学149校[注 2]の1校として、1950年に1学科体制で東京都文京区にて開学した[2]。
- 1967年には千葉県流山市内にもキャンパスが置かれた。当初は、英語英文科のみの単科短大だったが、1982年より欧米文化学科を置き2学科体制となる。
- 2002年度入学生より欧米文化学科のみとなり、2003年度よりその学科が「英語コミュニケーション学科」と名前を替えて再び「英語」の文字を使った学科名が復活した。ちなみに、東洋大学や東洋大学短期大学とは資本的にも人材的にも歴史的にもいっさいの関係がない。
- 2004年度の入学生を最後に[注釈 1]、2006年度に短期大学としての使命を終える[3]。

### 教育および研究
- 短大設置当初から英語に関する専門教育が行われており、その実績は50年以上にわたっており「英語の東洋女子短大」と呼ばれるようにもなった。その教育実績は現在の東洋学園大学においても活かされているものと思われる。

### 学風および特色
- 一時期、学科ごとに独自のキャンパスをもっていた。
- 制服があった[4]。

## 沿革
- 1926年
  - 宇田尚により旧制東洋女子歯科医学専門学校が創設される。
- 1945年
  - 第二次世界大戦の戦禍により校舎が焼失する。
- 1949年
  - 10月 文部省[注釈 2]に短期大学[注 3]の設置認可に関する申請を行う[注 4]。なお、学科・専攻は以下の通りとなっている[注 5]。
    - 英語専攻部 入学定員40名
- 1950年
  - 3月14日 左記を以て短期大学の設置が文部省[注釈 2]より認可される[10][11]。
  - 4月1日 左記を以て東洋女子短期大学が以下の学科体制にて開学する[注 6]。
    - 英語専攻部→英語科 入学定員40→60名
- 1951年
  - 2月24日 学校法人東洋学園が成立する[14]。
- 1954年
  - 5月1日 学生数[15]/定員
    - 英語科 110[注釈 3]/120
- 1963年
  - 4月1日 英語科の入学定員を60→200に増員[16]。
  - 5月1日 学生数[17]/定員
    - 英語科 650[注釈 3]/260
- 1967年
  - 4月1日 流山市に新キャンパスが設置される。
- 1968年
  - 4月1日 英語科の入学定員を200→300に増員[注 7]。
  - 5月1日 学生数[21]/定員
    - 英語科 991[注釈 3]/500
- 1973年
  - 1月26日 専攻科の設置が認可され、以下の課程を設ける[22]。
    - 英文専攻 入学定員40名

  - 4月1日 英語科を英文科に改称[23]。
  - 5月1日 学生数[24]/定員
    - 英文科 1,348[注釈 3]/600
- 1976年
  - 4月1日 英文科の入学定員を300→350に増員[注 8]。
  - 5月1日 学生数[28]/定員
    - 英文科 1,422[注釈 3]/650
- 1978年
  - 4月1日 英文科を英語英文科に改称する[29]。
  - 5月1日 学生数[30]/定員
    - 英語英文科 1,459[注釈 3]/650
- 1982年
  - 4月1日 以下の学科を増設する[注 9]
    - 欧米文化学科 入学定員200名[33]

  - 5月1日 学生数[34]/定員
    - 英語英文科 994[注釈 3]/700
    - 欧米文化学科 195[注釈 3]/200
- 1986年
  - 4月1日 欧米文化学科の入学定員を200→400に増員[注 10]。
  - 5月1日 学生数[39]/定員
    - 英語英文科 1,151[注釈 3]/700
    - 欧米文化学科 708[注釈 3]/600
- 1992年
  - 5月1日 学生数[注 11]/定員
    - 英語英文科 899[注釈 3]/700
    - 欧米文化学科 1,067[注釈 3]/800
- 1995年
  - 4月1日 専攻科英文専攻が英語英文専攻に改称[42]。同時に大学評価・学位授与機構に認定される。
- 1999年
  - 5月1日 学生数[43]/定員
    - 英語英文科 889[注釈 3]/700
    - 欧米文化学科 468[注釈 3]/800
- 2000年
  - 4月1日 欧米文化学科の入学定員を400→200に減員[注 12]。
- 2001年
  - 4月1日 英語英文科の学生募集をこの年度で最終とする[注 13]。
- 2002年
  - 4月1日 欧米文化学科の入学定員を200→100に減員[47]。
- 2003年
  - 3月31日 左記をもって英語英文科が正式に廃止となる[48]。
  - 4月1日 欧米文化学科が英語コミュニケーション学科に名称変更される[48]。
- 2004年
  - 1月 平成16年度大学入試センター試験参加短期大学の1校となる[注 14]。
  - 4月1日 短期大学としての学生募集を最終とする[注釈 1]。
- 2007年
  - 3月22日 左記をもって文部科学省より正式に廃止の認可が下る[3]。

## 基礎データ

### 所在地
- 流山キャンパス（千葉県流山市鰭ケ崎1660）
- 本郷キャンパス（東京都文京区本郷1-26-3）

### 象徴
- 東洋女子短期大学のカレッジマークは右記資料にあり[注 15]。

## 教育および研究

### 組織

#### 学科
- 英語コミュニケーション学科 入学定員50名[注釈 4]

##### 学科の変遷
- 英語科
  - 第一部→英語英文科 入学定員350名[注 16]
  - 第二部[注 17]
- 欧米文化学科→英語コミュニケーション学科 入学定員50名

#### 専攻科
- 英語英文専攻 入学定員40名[55]。修業年限は昼間部1年制の課程で、修了後は他大学で科目履修制度を利用して学士号を取得する必要があった。

#### 別科
- なし

#### 取得資格について
- 中学校教諭二種免許状（英語）：旧・英語英文科（2001年度入学生まで[55]）。
- 当初は、英語科において中学校教諭ほか高等学校教諭免許状（英語）の教職課程を併設[56]。

#### 附属機関
- 図書館
- 視聴覚教育センター
- メディアセンター

### 研究
- 『東洋女子短期大学紀要』[57]

## 学生生活

### 部活動・クラブ活動・サークル活動
- 東洋女子短期大学で活動していたクラブ活動
  - 体育系：競技ダンス・テニス・バレーボール・バドミントン・バスケットボール・ラクロス・アウトドア・ゴルフ・卓球ほか。
  - 文化系：フォークソング・放送研究・生花・華道・茶道・美術・映画研究・ESS・マンドリン・クッキング同好会ほか

### 学園祭
- 東洋女子短期大学の学園祭は「フェニックス祭」と呼ばれていた。

### スポーツ
- なかでも競技ダンス部は短大でも伝統のあるクラブで、対外試合でも輝かしい実績がある。
- 1996年度より催された東京7短大スポーツ大会に参加している。1996年度はテニス、1997年度はバドミントン、1998年度はバレーボールとなっていた。

## 大学関係者と組織

### 大学関係者組織
- 東洋女子短期大学には同窓会組織がある。

### 大学関係者一覧
歴代学長
- 愛知揆一
- 木内信敬

#### 出身者
- 青田典子 - タレント、女優、元C.C.ガールズ（中退）
- 木村弓美 - 女優
- 田中美佐子 - 女優（1980年英語英文科卒業）
- 星加ルミ子 - 音楽評論家（1961年英文科卒業）

## 施設

### キャンパス

#### 流山キャンパス
- 使用学科：英語コミュニケーション学科（旧：欧米文化学科）
- 使用専攻科：なし
- 使用附属施設：図書館・視聴覚教育センター・メディアセンター

#### 文京キャンパス
- 使用学科：英語英文科
- 使用専攻科：英語英文専攻
- 使用附属施設：図書館・視聴覚教育センター・メディアセンター
- 設備：1992年度より東洋学園大学と共同使用。

### 寮
- 東洋女子短期大学には、千葉県松戸市内に「北小金ドミトリー」、東京都文京区内に「安藤坂ドミトリー」と称した学生寮がそれぞれ置かれていた。これらは現在、東洋学園大学の学生寮となっている。

## 対外関係

### 他大学との協定

#### アメリカ
- ユタバレイ州立大学：1995年9月と協定を締結。

#### カナダ
- ウィニペグ大学

#### イギリス
- ハイバリーカレッジ

### 系列校
- 東洋学園大学

### 編入学・進学実績
- 全学科を含めて東洋学園大学・東洋女子短期大学専攻科のほかに埼玉大学・東北学院大学・青山学院大学・跡見学園女子大学・共立女子大学・杏林大学・駒澤大学・成蹊大学・清泉女子大学・専修大学・中央大学・東京経済大学・東京女子大学・法政大学・武蔵野女子大学・明治学院大学・立教大学・立正大学・相模女子大学・フェリス女学院大学・同志社女子大学・立命館大学などがある。